# Voo Korean Air 2708
Em 27 de maio de 2016, um Boeing 777-300 da Korean Air, operando como Voo Korean Air 2708 Aeroporto de Haneda em Tóquio, Japão, para o Aeroporto Internacional Gimpo de Seul, Coreia do Sul, estava acelerando para decolar quando seu motor esquerdo sofreu uma falha não contida, iniciando um incêndio. A tripulação abortou a decolagem e após a parada da aeronave, o incêndio foi extinto pelos serviços de emergência do aeroporto. Todos os 319 passageiros e tripulantes foram evacuados. 12 ocupantes ficaram feridos devido a evacuação.

## Aeronave e tripulação

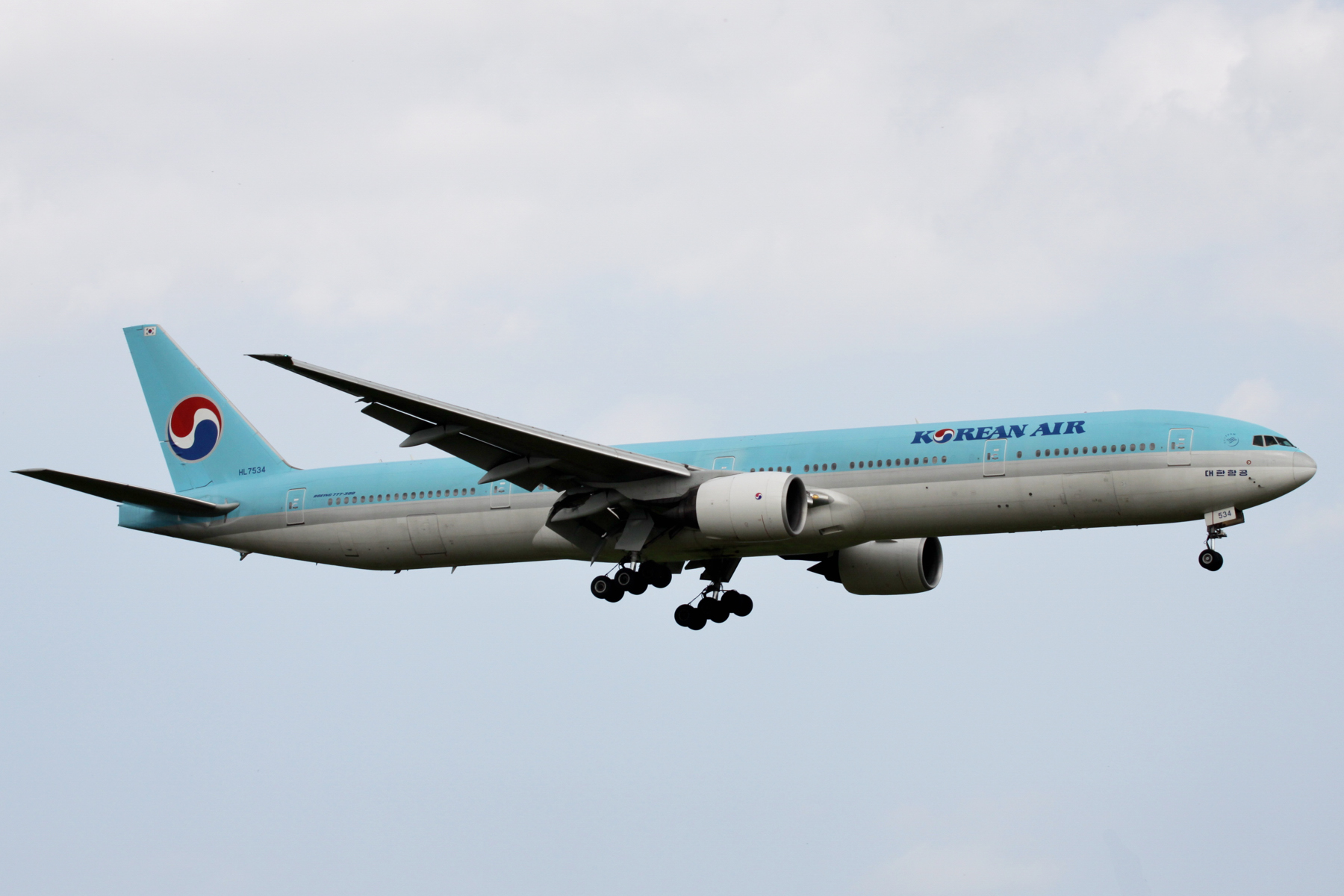
O HL7534 visto em 2009

A aeronave que operava o voo 2708 era um Boeing 777-3B5 equipado com dois motores Pratt & Whitney PW4000, prefixo HL7534, número de série 27950. Foi o 120º Boeing 777 produzido, voando pela primeira vez em 4 de fevereiro de 1998 e foi entregue à Korean Air em 28 de dezembro de 1999.
O comandante, de 49 anos, registrou um total de 10.410 horas de voo, incluindo 3.205 horas no Boeing 777. O primeiro oficial, de 41 anos, tinha 5.788 horas com 2.531 delas no Boeing 777.

## Acidente
Enquanto a aeronave decolava da Pista 34R em Haneda, os pilotos ouviram um grande estrondo vindo da esquerda. Os pilotos abortaram a decolagem e a aeronave parou, iniciando a evacuação. Todos os ocupantes escaparam, mas 12 passageiros ficaram feridos e foram levados para um hospital perto do aeroporto. Os voos de chegada foram desviados para o Aeroporto Internacional de Narita de Tóquio e para o Aeroporto Internacional de Kansai em Osaka. Os bombeiros do aeroporto rapidamente extinguiram o incêndio. A aeronave supostamente viajou 700 metros pela pista antes de parar, com peças do motor espalhadas a 600 metros do ponto em que a aeronave começou a acelerar e marcas de pneus a 700 metros daquele ponto.

## Investigação
O Conselho de Segurança dos Transportes do Japão (JTSB), o Conselho de Investigação de Acidentes Aéreos e Ferroviários da Coreia do Sul (ARAIB) e o Conselho Nacional de Segurança nos Transportes dos Estados Unidos (NTSB) investigaram o acidente, com a assistência de especialistas da Coreia do Sul e dos Estados Unidos. Em 30 de maio de 2016, os investigadores revelaram que as lâminas da turbina no motor Pratt & Whitney PW4098 esquerdo (número um) tinham "estilhaçado", com fragmentos perfurando a tampa do motor, com fragmentos posteriormente encontrados na pista. As lâminas da turbina HP do motor e o compressor HP estavam intactos e sem anormalidades, e os investigadores não encontraram evidências de colisões com pássaros.
A aeronave foi reparada e voltou ao serviço com a Korean Air em 3 de junho de 2016.
Um relatório investigativo do JTSB, divulgado em 26 de julho de 2018, discutiu um número significativo de problemas relacionados à falha e a resposta da tripulação e dos passageiros a ela. Isso incluía padrões de manutenção inadequados que negligenciavam uma rachadura crescente no disco da turbina LP no motor criada pela fadiga do metal que eventualmente falhou, a falha da tripulação em localizar a lista de procedimentos de emergência para uso em tal emergência, começando a evacuação da aeronave enquanto os motores ainda estavam funcionando, havia o risco de passageiros serem sugados pelos motores e os passageiros ignorando as instruções para deixar a bagagem para trás ao usar os escorregadores de evacuação, correndo o risco de furar os escorregadores. Como resultado do incêndio, a FAA emitiu uma Diretriz de Aeronavegabilidade exigindo a inspeção dos motores do tipo envolvido no incêndio para avaliar a condição dos componentes que falharam no voo 2708.